# Ludvik Horvat
Ludvik Horvat, slovenski psiholog, * 15. april 1949, Puconci.
Horvat je leta 1972 diplomiral na oddelku za psihologijo Filozofski fakulteti v Ljubljani in prav tam 1983 tudi doktoriral. Od leta 1973 je na FF tudi zaposlen, od 1995 dalje kot redni profesor.
V drugi polovici 80. let je bil predsednik republiškega komiteja (minister) za vzgojo in izobraževanje (šolstvo) in član Izvršnega sveta Skupščine SRS, 1997-2001 pa dekan Filozofske fakultete v Ljubljani.
Od leta 1991 je sodeloval v univerzitetnem centru v Luganu, kjer je bil po letu 2000 rektor univerze v ustanavljanju.